# 古邊考功
古邊 考功（ふるべ よしのり、1970年12月9日 - ）は、広島県福山市出身の元サッカー選手、サッカー指導者。
現役時代のポジションは、ディフェンダー（DF）。一時期、登録選手名を"考功"から"芳昇"に改名（読みは同じ）していた事がある。

## 来歴
大学卒業後、香川紫雲クラブ (現：カマタマーレ讃岐)を経て、1994年に中央防犯FC藤枝ブルックスに加入。以後ジャパンフットボールリーグからJリーグ昇格、アビスパ福岡へとプロ化した直後のチームをキャプテンとして支え、1998年末にはJ1参入決定戦で川崎フロンターレやコンサドーレ札幌を破りJ2降格回避に貢献した。
1999年にJ2・FC東京に移籍。プロ化及びJリーグ加盟初年度のチームにおいて、Jリーグ経験者として守備陣をバックアップし、激しくパワフルなプレーでチームの精神的支柱として活躍した。2001年、佐川急便東京SCに移籍し、同年限りで現役を引退。
2002年より指導者の道を歩み、2006年より柏レイソルに加入。同郷（広島出身）の石崎信弘監督の下でフィジカルコーチを担った。
2011年には石崎が監督を務めるコンサドーレ札幌のフィジカルコーチに就任。札幌は翌2012年からのJ1昇格を果たすも1年でのJ2降格を喫したため、古邊は石崎と共に退任することを覚悟していたが、クラブから慰留されたため、引き続き選手の強化に取り組んだ。契約更新の打診を固辞し 2014年限りで退任。
2015年、清水エスパルスフィジカルコーチに就任。試合後半に運動量が低下するというチーム状況を踏まえ、90分間走りきれる持久力の強化に乗り出したが、例年のトレーニング不足が相まって負傷離脱者が続出。J2降格の一因となった。同年末に契約を満了し退任。
2016年より京都サンガF.C.のフィジカルコーチに就任した。
2022年1月6日、カターレ富山のフィジカルコーチに就任した。
2024年より、清水エスパルスのフィジカルコーチに復帰。

## 所属クラブ
- 福山市立桜丘小学校[5]
- 福山市立中央中学校[5]
- 岡山県作陽高等学校
- 1989年 - 1992年 大阪体育大学
- 1993年 香川紫雲クラブ (現：カマタマーレ讃岐)
- 1994年 - 1998年 藤枝ブルックス / 福岡ブルックス / アビスパ福岡
- 1999年 - 2000年 FC東京
- 2001年 佐川急便東京SC

## 個人成績
| 国内大会個人成績 | 国内大会個人成績 | 国内大会個人成績 | 国内大会個人成績 | 国内大会個人成績                     | 国内大会個人成績 | 国内大会個人成績  | 国内大会個人成績  | 国内大会個人成績 | 国内大会個人成績 | 国内大会個人成績 | 国内大会個人成績 |
| 年度             | クラブ           | 背番号           | リーグ           | リーグ戦                             | リーグ戦         | リーグ杯          | リーグ杯          | オープン杯       | オープン杯       | 期間通算         | 期間通算         |
| 年度             | クラブ           | 背番号           | リーグ           | 出場                                 | 得点             | 出場              | 得点              | 出場             | 得点             | 出場             | 得点             |
| 日本             | 日本             | 日本             | 日本             | リーグ戦                             | リーグ戦         | リーグ杯          | リーグ杯          | 天皇杯           | 天皇杯           | 期間通算         | 期間通算         |
| ---------------- | ---------------- | ---------------- | ---------------- | ------------------------------------ | ---------------- | ----------------- | ----------------- | ---------------- | ---------------- | ---------------- | ---------------- |
| 1993             | 香川紫雲         |                  | 四国             |                                      |                  | -                 | -                 |                  |                  |                  |                  |
| 1994             | 藤枝B            | 13               | 旧JFL            | 22                                   | 1                | -                 | -                 | 0                | 0                | 22               | 1                |
| 1995             | 福岡B            | 21               | 旧JFL            | 14                                   | 1                | -                 | -                 | 0                | 0                | 14               | 1                |
| 1996             | 福岡             | -                | J                | 20                                   | 1                | 5                 | 0                 | 2                | 0                | 27               | 1                |
| 1997             | 福岡             | 14               | J                | 32                                   | 0                | 6                 | 0                 | 3                | 0                | 41               | 0                |
| 1998             | 福岡             | 3                | J                | 28                                   | 0                | 4                 | 0                 | 3                | 0                | 35               | 0                |
| 1999             | FC東京           | 5                | J2               | 14                                   | 2                | 3                 | 0                 | 1                | 0                | 18               | 2                |
| 2000             | FC東京           | 5                | J1               | 2                                    | 0                | 0                 | 0                 | 1                | 0                | 3                | 0                |
| 2001             | 佐川東京         | 28               | JFL              | 15                                   | 0                | -                 | -                 | 0                | 0                | 15               | 0                |
| 通算             | 日本             | 日本             | J1               | 82                                   | 1                | 15                | 0                 | 9                | 0                | 106              | 1                |
| 通算             | 日本             | 日本             | J2               | 14                                   | 2                | 3                 | 0                 | 1                | 0                | 18               | 2                |
| 通算             | 日本             | 日本             | 旧JFL            | 36                                   | 2                | -\|\|\|\|\|\|\|\| | -\|\|\|\|\|\|\|\| |                  |                  |                  |                  |
| 通算             | 日本             | 日本             | JFL              | 15                                   | 0                | -                 | -                 | 0                | 0                | 15               | 0                |
| 通算             | 日本             | 日本             | 四国             | \|\|\|\|colspan=2\|-\|\|\|\|\|\|\|\| |                  |                   |                   |                  |                  |                  |                  |
| 総通算           | 総通算           | 総通算           | 総通算           | \|\|\|\|18\|\|0\|\|\|\|\|\|\|\|      |                  |                   |                   |                  |                  |                  |                  |

その他の公式戦
- 1998年
  - J1参入決定戦 4試合0得点

## 指導歴
- 2002年 アルビレックス新潟 アシスタントコーチ
- 2003年 - 2005年 アルビレックス新潟 コーチ
- 2006年 - 2010年 柏レイソル フィジカルコーチ
- 2011年 - 2014年 コンサドーレ札幌 フィジカルコーチ
- 2015年 清水エスパルス フィジカルコーチ
- 2016年 京都サンガF.C. フィジカルコーチ
- 2017年 - 2021年 松本山雅FC
  - 2017年 - 2020年  トップチーム フィジカルコーチ
  - 2021年 ユースアカデミー フィジカルコーチ
- 2022年 - 2023年 カターレ富山
  - 2022年 フィジカルコーチ
  - 2023年 コーチ
- 2024年 - 清水エスパルス フィジカルコーチ